# Mancha de basura del Océano Índico

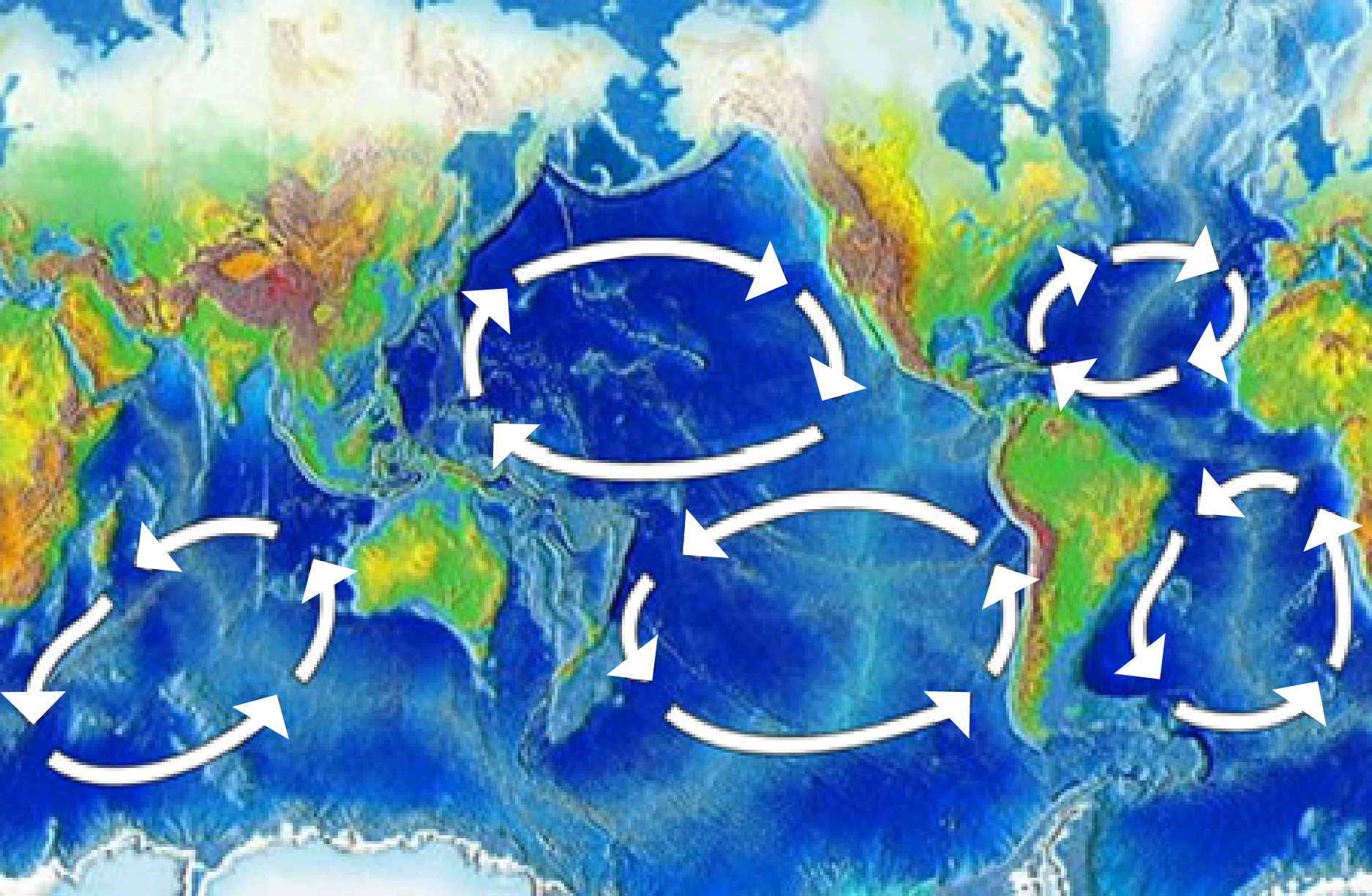
Hay vórtices de basura en cada uno de los remolinos en los cinco mayores océanos.

La Mancha de Basura del océano Índico en un mapa continuo del océano situado cerca del polo sur.

La mancha de basura del océano Índico, descubierta en 2010, es un remolino de desechos marinos suspendida en la columna de agua superior del océano Índico central, específicamente el giro del océano Índico, uno del los cinco más importantes giros oceánicos. La mancha de plástico no aparece como un  campo continuo de desechos. Como con otras manchas en cada uno de los cinco giros oceánicos, los plásticos en él se rompen a partículas más pequeñas, y a componentes de polímeros. Cuando con las otras manchas, el campo constituye un elevado nivel de plásticos pelágicos, sustancias químicas efluentes, y otros desechos; principalmente partículas que son invisibles a simple vista.
Una isla de la basura  similar de desechos plásticos flotante está ubicada en el océano Pacífico, la Isla de la basura, estuvo pronosticada en 1985, y fue descubierta en 1997 por Charles J. Moore cuando pasó a través del Del Giro del Pacífico norte en su regreso de la Carrera transpacífico en yate. La Mancha de basura del Atlántico fue descubierta en 2010.

## Descubrimiento
La existencia de la Isla de la basura en el pacífico norte, la primera en ser descubierta, estuvo pronosticada en 1988  publicado en impreso por la Administración Oceánica y Atmosférica Nacional (NOAA) de los Estados Unidos. La predicción estuvo basada en los resultados obtenidos por investigaciones en Alaska  entre 1985 y 1988 en las cuales se midió el plástico neustonico en el océano Pacífico Del norte.
Investigaciones que estudian la basura varada en playas y alrededor del océano Índico sugirió que habría plásticos encontrados en la columna de agua en el océano Índico también.
En 2010, el proyecto 5 Giros comenzó desde el primero de la serie de viajes transoceánicos ya previstos determinar si el sur del Atlántico, sur del Pacífico y giros del océano Índico  se ven afectados en la misma manera como Los giros del norte del océano Pacífico y del norte del océano Atlántico. En la pierna de océano Índico durante su viaje,  viajaron entre Perth, Australia, y Puerto Louis, Mauricio (este de Madagascar); cada una de las muestras de agua que  recogieron entre  4800 km (3000 mi) contenían plástico. Encontraron que el sur del Atlántico, el sur del Pacífico, y los giros del océano Índico fueron afectados en la misma manera como el norte del Pacífico y los giros del Atlántico norte. Anna Cummins, cofundadora del instituto del los 5 giros llamó a la contaminación que encontraron "una sopa plástica delgada".

## Acción para crear conciencia
El 11 de abril de 2013, con el propósito de crear conciencia sobre el problema, la artista María Cristina Finucci fundó el estado de la mancha de basura en la sede de la Unesco en París delante de la directora general Irina Bokova, el primero de una serie de acontecimientos bajo el patronazgo de la UNESCO y del Ministerio italiano de Medio Ambiente.